# Tom Kaulitz
Tom Kaulitz (født 1. september 1989 i Leipzig, Tyskland) er guitarist i det tyske band Tokio Hotel.
Han har siden 9-årsalderen optrådt med sin tvillingebror, Bill.
De begyndte senere hen at lave musik sammen med Georg Listing, bassist og Gustav Schäfer, trommeslager – på det tidspunkt hed bandet Devilish. 

## Barndom
Toms forældre Simone Kaulitz og Jörg Kaulitz blev skilt da tvillingerne var 6 år. Han og Bill flyttede med deres mor. Deres mor blev atter gift. Tom er 10 min. og 58 sek. ældre end Bill.